# Rebecca Cheptegei
Rebecca Cheptegei (Cheminy, 22 de fevereiro de 1991 - Eldoret, 5 de setembro de 2024) foi uma corredora ugandesa de cross country, longa distância e maratona. Foi recordista nacional nesta última disciplina e ex-campeã mundial de corrida de montanha.

## Biografia
Filha de Joseph e Agnes Cheptegei, era a segunda nascida entre 13 irmãos. Mais tarde, se mudou para o Quênia para ficar mais perto dos centros de treinamento de atletismo. Teve dois filhos e um relacionamento com Dickson Ndiema Marangach. Cheptegei também foi cabo na Força de Defesa Popular de Uganda e membro do seu clube de atletismo.
Cheptegei venceu a Maratona de Pádua de 2022 e ficou em 2º lugar nos 10.000 m no Campeonato de Uganda em Kampala. No mesmo ano, ela estabeleceu um recorde nacional de Uganda de 2:22:47 no evento de maratona e venceu o Campeonato Mundial de Corrida de Montanha e Trilha de 2021 em Chiang Mai, Tailândia. Ela terminou o ano com um 4º lugar na Maratona ADNOC de Abu Dhabi. Isso lhe rendeu uma vaga para representar Uganda nas Olimpíadas de Verão de 2024 em Paris. Em 2023, ela terminou em segundo lugar na Maratona de Florença e em 14º no Campeonato Mundial de 2023 em Budapeste.
Em 2024, ela se classificou e competiu por Uganda nos Jogos Olímpicos de Verão de 2024 em Paris na maratona feminina, terminando em 44º lugar.

### Morte
Em 1 de setembro de 2024, Cheptegei foi atacada e incendiada em sua residência em Endebess, Condado de Trans-Nzoia, Quênia. A polícia sustenta que Dickson Ndiema Marangach, seu ex-parceiro, a encharcou com gasolina e a incendiou. Com queimaduras em 80% de seu corpo, ela foi levada em estado crítico ao Hospital de Ensino e Referência Moi em Eldoret, onde morreu devido a falência múltipla de órgãos em 5 de setembro de 2024, aos 33 anos. Já Dickson, o ex-parceiro, também morreu, em 10 de setembro de 2024, em decorrência das queimaduras que igualmente sofreu no ataque.

### Legado
Em 6 de setembro, a prefeita de Paris, Anne Hidalgo, anunciou que a cidade homenageará Cheptegei nomeando um estádio esportivo em sua homenagem. No final da maratona paralímpica feminina, a 8 de setembro, o comitê organizador dos Jogos realizou um minuto de aplauso em sua honra.